# Стеффен, Зак
За́кари То́мас Сте́ффен (англ. Zackary Thomas Steffen; 2 апреля 1995, Котсвилл, Пенсильвания, США) — американский футболист, вратарь клуба «Колорадо Рэпидз» и сборной США.

## Клубная карьера
Во время обучения в Мэрилендском университете в Колледж-Парке в 2013—2014 годах Стеффен выступал за студенческую команду в NCAA.
В конце 2014 года Стеффен оставил университет и подписал контракт с клубом немецкой Бундеслиги «Фрайбург». В течение полутора сезонов он выступал за вторую команду «Фрайбурга» в Юго-западной региональной лиге. В июне 2016 года он был переведён в основную команду, став третьим вратарём.
Однако, 22 июля 2016 года Стеффен вернулся в США, заключив соглашение с клубом MLS «Коламбус Крю», где стал дублёром Стива Кларка. Вторую половину сезона 2016 он провёл в аренде в клубе USL «Питтсбург Риверхаундс». В сезоне 2017, после ухода Кларка в межсезонье, Стеффен стал основным вратарём «Коламбус Крю», выиграв конкуренцию у Брэда Стьювера. В MLS дебютировал 4 марта 2017 года в матче стартового тура сезона против «Чикаго Файр». По итогам сезона MLS 2018 Стеффен был признан вратарём года и был включён в символическую сборную.
11 декабря 2018 года было официально объявлено о переходе Стеффена в английский «Манчестер Сити» в летнее трансферное окно 2019 года. С вратарём был подписан контракт на четыре года.
9 июля 2019 года «Ман Сити» объявил, что сезон 2019/20 Стеффен проведёт в аренде в клубе чемпионата Германии «Фортуна Дюссельдорф». В Бундеслиге он дебютировал 17 августа в матче первого тура сезона против «Вердера», сыграв немалую роль в гостевом выигрыше со счётом 3:1.
После ухода из «Манчестер Сити» Клаудио Браво летом 2020 года Стеффен стал вторым вратарём «горожан». За «Манчестер Сити» дебютировал 24 сентября в матче третьего раунда Кубка английской лиги 2020/21 против «Борнмута». 9 декабря дебютировал в Лиге чемпионов УЕФА в матче против марсельского «Олимпика». В Премьер-лиге дебютировал 3 января 2021 года в матче против «Челси». Стеффен сохранил ворота «Сити» в неприкосновенности в победном финале Кубка лиги против «Тоттенхэм Хотспур» 25 апреля. 4 ноября Стеффен подписал новый контракт с «Манчестер Сити» до лета 2025 года.
19 июля 2022 года Стеффен на правах сезонной аренды перешёл в клуб Чемпионшипа «Мидлсбро». Дебютировал за «Боро» 30 июля в матче первого тура сезона 2022/23 против «Вест Бромвич Альбион» (1:1).
4 января 2024 года Стеффен вернулся в MLS, подписав с «Колорадо Рэпидз» трёхлетний контракт до конца сезона 2026 с клубной опцией продления на дополнительный год. Для того чтобы подписать его, «Колорадо» приобрёл права на него в MLS у «Нью-Инглэнд Революшн» за $50 тыс. в общих распределительных средствах. За «Рэпидз» он дебютировал 24 февраля в матче стартового тура сезона 2024 против «Портленд Тимберс».

## Международная карьера
В 2013 году Стеффен был в составах молодёжной сборной США на чемпионатах КОНКАКАФ и мира, но на обоих турнирах являлся резервным вратарём за спиной Коди Кроппера и на поле не выходил. В молодёжных чемпионатах КОНКАКАФ и мира 2015 года он участвовал в качестве основного вратаря сборной.
В мае 2016 года Стеффен был приглашён в тренировочный лагерь сборной США перед товарищеским матчем со сборной Пуэрто-Рико. В первых числах 2018 года Зак получил вызов в традиционный январский тренировочный лагерь сборной США в преддверии товарищеского матча со сборной Боснии и Герцеговины, и во встрече, состоявшейся 28 января, дебютировал в американской сборной, выйдя на второй тайм.
По итогам 2018 года Стеффен был признан футболистом года в США.
Стеффен был включён в состав сборной США на Золотой кубок КОНКАКАФ 2019.

## Достижения
Командные
 «Манчестер Сити»
- Чемпион Англии (2): 2020/21, 2021/22
- Обладатель Кубка Футбольной лиги: 2020/21
- Финалист Лиги чемпионов УЕФА: 2020/21

 сборная США
- Победитель Лиги наций КОНКАКАФ: 2019/20[42]

Индивидуальные
- Футболист года в США: 2018
- Вратарь года в MLS: 2018
- Член символической сборной MLS: 2018

## Статистика выступлений

### Клубная
| Выступление                    | Выступление                   | Выступление      | Лига | Лига | Кубки | Кубки | Континент | Континент | Прочие | Прочие | Итого | Итого |
| Клуб                           | Лига                          | Сезон            | Игры | ГП   | Игры  | ГП    | Игры      | ГП        | Игры   | ГП     | Игры  | ГП    |
| ------------------------------ | ----------------------------- | ---------------- | ---- | ---- | ----- | ----- | --------- | --------- | ------ | ------ | ----- | ----- |
| Фрайбург II                    | Региональная лига «Юго-Запад» | 2014/15          | 0    | 0    | —     | —     | —         | —         | —      | —      | 0     | 0     |
| Фрайбург II                    | Региональная лига «Юго-Запад» | 2015/16          | 14   | 21   | —     | —     | —         | —         | —      | —      | 14    | 21    |
| Фрайбург II                    | Итого                         | Итого            | 14   | 21   | 0     | 0     | 0         | 0         | 0      | 0      | 14    | 21    |
| Коламбус Крю                   | MLS                           | 2016             | 0    | 0    | —     | —     | —         | —         | —      | —      | 0     | 0     |
| Коламбус Крю                   | MLS                           | 2017             | 34   | 49   | 0     | 0     | —         | —         | 5      | 4      | 39    | 53    |
| Коламбус Крю                   | MLS                           | 2018             | 29   | 37   | 0     | 0     | —         | —         | 3      | 5      | 32    | 42    |
| Коламбус Крю                   | MLS                           | 2019             | 13   | 17   | 0     | 0     | —         | —         | —      | —      | 13    | 17    |
| Коламбус Крю                   | Итого                         | Итого            | 76   | 103  | 0     | 0     | 0         | 0         | 8      | 9      | 84    | 112   |
| Питтсбург Риверхаундс (аренда) | USL                           | 2016             | 9    | 12   | —     | —     | —         | —         | —      | —      | 9     | 12    |
| Питтсбург Риверхаундс (аренда) | Итого                         | Итого            | 9    | 12   | 0     | 0     | 0         | 0         | 0      | 0      | 9     | 12    |
| Фортуна Дюссельдорф (аренда)   | Бундеслига                    | 2019/20          | 17   | 36   | 1     | 1     | —         | —         | —      | —      | 18    | 37    |
| Фортуна Дюссельдорф (аренда)   | Итого                         | Итого            | 17   | 36   | 1     | 1     | 0         | 0         | 0      | 0      | 18    | 37    |
| Манчестер Сити                 | Премьер-лига                  | 2020/21          | 1    | 1    | 10    | 5     | 1         | 0         | —      | —      | 12    | 6     |
| Манчестер Сити                 | Премьер-лига                  | 2021/22          | 1    | 0    | 7     | 8     | 1         | 2         | —      | —      | 9     | 10    |
| Манчестер Сити                 | Итого                         | Итого            | 2    | 1    | 17    | 13    | 2         | 2         | 0      | 0      | 21    | 16    |
| Мидлсбро (аренда)              | Чемпионшип                    | 2022/23          | 42   | 50   | 1     | 5     | —         | —         | 2      | 1      | 45    | 56    |
| Мидлсбро (аренда)              | Итого                         | Итого            | 42   | 50   | 1     | 5     | 0         | 0         | 2      | 1      | 45    | 56    |
| Колорадо Рэпидз                | MLS                           | 2024             | 7    | 12   | —     | —     | —         | —         | —      | —      | 7     | 12    |
| Колорадо Рэпидз                | Итого                         | Итого            | 7    | 12   | 0     | 0     | 0         | 0         | 0      | 0      | 7     | 12    |
| Всего за карьеру               | Всего за карьеру              | Всего за карьеру | 167  | 235  | 19    | 19    | 2         | 2         | 10     | 10     | 198   | 266   |

### Международная
| Команда | Год   | Игры | ГП |
| ------- | ----- | ---- | -- |
| США     |       |      |    |
| 2018    | 6     | 7    |    |
| 2019    | 11    | 11   |    |
| 2020    | 2     | 2    |    |
| 2021    | 7     | 5    |    |
| 2022    | 3     | 3    |    |
| Всего   | Всего | 29   | 28 |